# Bogusław Nowakowski
Bogusław Nowakowski (ur. 1954) – polski urzędnik państwowy i dyplomata, ambasador RP w Demokratycznej Republice Konga (2004–2008). 

## Życiorys
Absolwent Wydziału Handlu Zagranicznego Szkoły Głównej Planowania i Statystyki (1977) i studiów podyplomowych w Instytucie Nauk Politycznych w Paryżu (1980).
W 1980 podjął pracę w Ministerstwie Spraw Zagranicznych. Przez szereg lat pracował w Departamencie Administracji, Finansów i Inwestycji. Przebywał na placówce w Kampuczy (1983–1986), ambasadzie w Kinszasie (1989–1996), gdzie okresowo pełnił funkcję chargé d'affaires ad interim. W 1996 objął stanowisko głównego księgowego MSZ, a w 1998 został dyrektorem Biura Finansów. W 2001 delegowany został na stanowisko radcy-ministra pełnomocnego do ambasady RP w Wybrzeżu Kości Słoniowej, gdzie był chargé d'affaires ad interim. W lipcu 2003 został przeniesiony jako I radca i kierownik placówki do Kinszasy. W 2004 został ambasadorem RP w DR Konga. Został akredytowany także w Republice Konga, Republice Gabońskiej i Republice Środkowoafrykańskiej  Funkcję ambasadora RP w Kinszasie pełnił do zamknięcia placówki 31 grudnia 2008. Po powrocie pracował w MSZ aż do emerytury.